# Heizmannia
Heizmannia (лат.) — род насекомых из трибы Aedini семейства кровососущих комаров (Culicidae). Юго-Восточная Азия.

## Описание
Имаго это ярко окрашенные комары, напоминающие некоторых представителей трибы Sabethini. Многие виды имеют широкие радужные чешуйки на скутуме. Род обладает многими характеристиками, обнаруженными у видов других родов из трибы Aedini в Ориентальном регионе, но отличаются наличием следующих признаков: отстоящие прямые чешуйки ограничены затылком, иногда они отсутствуют; субспиракулярная зона, постспиракулярная зона, паратергит и латеротергит — все с чешуйками; верхний калиптр крыла с пучком щетинок, алула с широкими плоскими чешуйками на дорсальном крае, анальная жилка 1А заканчивается за основанием медиокубитальной поперечной жилки; лапки нормальные, пульвиллы не заметны; акростихальные щетинки и дорсоцентральные щетинки отсутствуют; преспиракулярные щетинки отсутствуют; постпиракулярные щетинки обычно отсутствуют; верхние мезокатепистернальные щетинки отсутствуют; присутствуют нижние мезепимеральные щетинки. Личинки Heizmannia встречаются в основном в полостях деревьев и бамбука, но некоторые виды иногда встречаются в небольших грунтовых водоемах, а один вид был собран из расщепленных кокосовых орехов и искусственных контейнеров. Мало что известно о биологии имаго. По-видимому, они активны в дневное время в лесах, где самки нападают на людей. Однако, ни один из видов, как известно, не переносит возбудителей болезней.

## Систематика
Род Heizmannia рассматривается как таксон сестринский к родам Petermattinglyius + (Alanstonea + Pseudarmigeres) + Heizmannia)) а эту кладу сестринской к кладе Lorrainea + (((Udaya + (Belkinius + Zeugnomyia)) + (Eretmapodites + Armigeres)).
Род Heizmannia включают в трибу Aedini подсемейства Culicinae. 
Выделяют около 40 видов и 2 подрода:
- Heizmannia achaetae
- Heizmannia aurea
- Heizmannia aureochaeta
- Heizmannia carteri
- Heizmannia catesi
- Heizmannia chandi
- Heizmannia chengi
- Heizmannia communis
- Heizmannia complex
- Heizmannia covelli
- Heizmannia demeilloni
- Heizmannia discrepans
- Heizmannia funerea
- Heizmannia greenii
- Heizmannia heterospina
- Heizmannia himalayensis
- Heizmannia indica
- Heizmannia kana
- Heizmannia kanhsienensis
- Heizmannia lii
- Heizmannia lui
- Heizmannia macdonaldi
- Heizmannia mattinglyi
- Heizmannia menglianensis
- Heizmannia menglianeroides
- Heizmannia occidentayunnana
- Heizmannia persimilis
- Heizmannia proxima
- Heizmannia reidi
- Heizmannia ruiliensis
- Heizmannia scanloni
- Heizmannia scintillans
- Heizmannia taiwanensis
- Heizmannia tengchongensis
- Heizmannia thelmae
- Heizmannia tripunctata
- Heizmannia viridis